# Faglia di Cadillac-Larder Lake

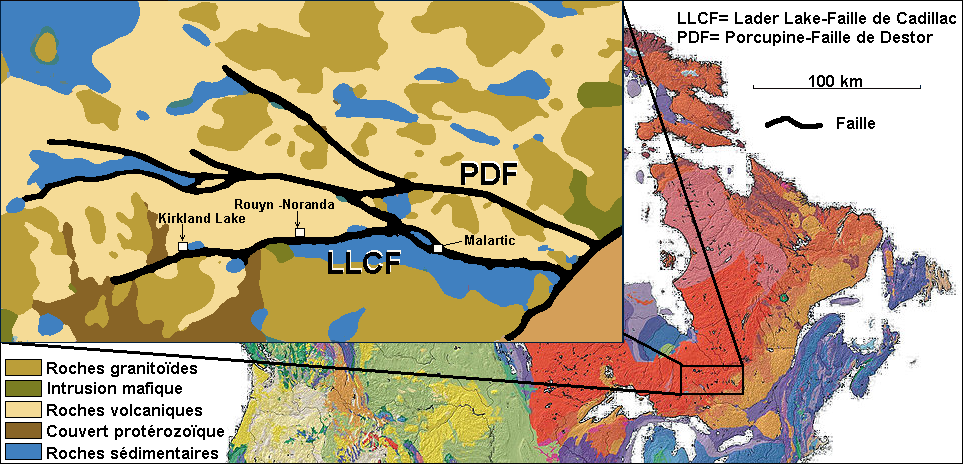
Collocazione della faglia nello scudo Canadese

La faglia Cadillac-Larder Lake è una faglia del Québec, lunga circa 320 km e con direzione ovest-est.
È situata nella cintura di Abitibi nel settore meridionale del Cratone Superiore.
La faglia è molto ricca di giacimenti d'oro, rame, zinco, nichel e altri metalli non ferrosi, grazie cui si sono sviluppate molte città minerarie tra cui Rouyn-Noranda, Val-d'Or e Malartic.